# Vrbovo Posavsko
 Vrbovo Posavsko  falu Horvátországban Zágráb megyében. Közigazgatásilag Orle községhez tartozik.

## Fekvése
Zágráb központjától 26 km-re, községközpontjától 1 km-re délkeletre a Száva jobb partján fekszik.

## Története
1857-ben 343, 1910-ben 410 lakosa volt. Trianon előtt Zágráb vármegye Nagygoricai járásához tartozott. 1996-ban az újonnan alapított Orle községhez csatolták. 2001-ben a falunak 154 lakosa volt.

## Lakosság
| Lakosság változása | Lakosság változása | Lakosság változása | Lakosság változása | Lakosság változása | Lakosság változása | Lakosság változása | Lakosság változása | Lakosság változása | Lakosság változása | Lakosság változása | Lakosság változása | Lakosság változása | Lakosság változása | Lakosság változása |
| ------------------ | ------------------ | ------------------ | ------------------ | ------------------ | ------------------ | ------------------ | ------------------ | ------------------ | ------------------ | ------------------ | ------------------ | ------------------ | ------------------ | ------------------ |
| 1857               | 1869               | 1880               | 1890               | 1900               | 1910               | 1921               | 1931               | 1948               | 1953               | 1961               | 1971               | 1981               | 1991               | 2001               |
| 343                | 367                | 405                | 432                | 453                | 410                | 391                | 381                | 328                | 326                | 268                | 236                | 207                | 151                | 154                |

## Nevezetességei
A Szent Család tiszteletére szentelt kápolnája a Száva partján áll.

## Külső hivatkozások
- Orle község hivatalos oldala
- Orle község rövid ismertetője